# 楠塞勒
楠塞勒（法語：Nampcel，法語發音：[nɑ̃sɛl]）是法国瓦兹省的一个市镇，属于贡比涅区。

## 地理
楠塞勒（49°29'8"N, 3°5'56"E）面积16.69 平方千米，位于法国上法蘭西大區瓦兹省，该省份为法国北部内陆省份，北起索姆省，西接厄尔省和滨海塞纳省，南至塞纳-马恩省和瓦兹河谷省，东临埃纳省。
与楠塞勒接壤的市镇（或旧市镇、城区）包括：欧迪尼库尔、布莱朗库尔、卡姆兰、欧特雷什、凯讷、卡勒蓬、屈特、穆兰苏图旺。

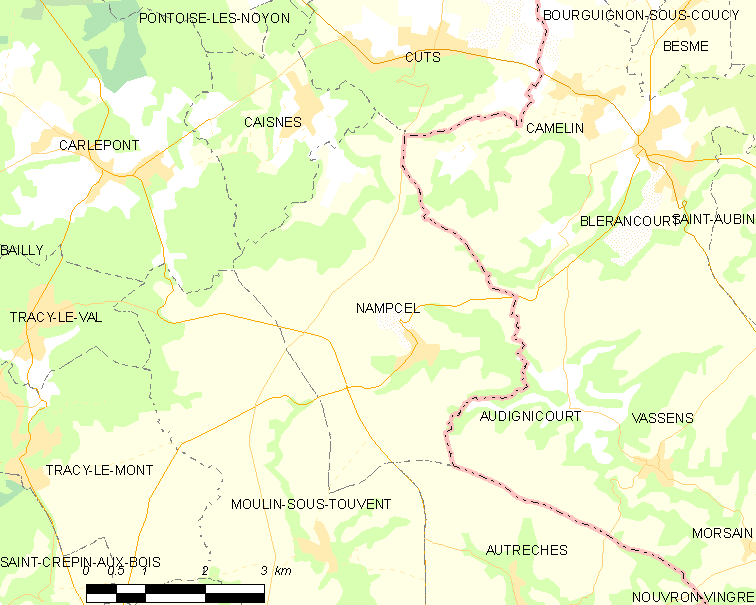
楠塞勒的OSM定位图

楠塞勒的时区为UTC+01:00、UTC+02:00（夏令时）。

## 行政
楠塞勒的邮政编码为60400，INSEE市镇编码为60445。

## 政治
楠塞勒所属的省级选区为贡比涅第一县。

## 人口

1962-2008年间楠塞勒人口变化图示

楠塞勒于2022年1月1日时的人口数量为297人。